# آرکلو
شهر آرکلو (به انگلیسی: Arklow) با جمعیت ۱۱٫۷۲۱ نفر در شهرستان ویکلو در کشور جمهوری ایرلند واقع شده‌است.